# Бромид магния
Бромид магния — бинарное неорганическое соединение магния и брома с формулой MgBr2. Бесцветные гигроскопичные кристаллы. Образует несколько кристаллогидратов.

## Получение
- Бромид магния присутствует в морской воде и многих минералах (напр. бишофит).

- Безводную соль получают непосредственно из простых веществ при нагревании:

{\displaystyle {\mathsf {Mg+Br_{2}\ {\xrightarrow {\tau ^{o}C}}\ MgBr_{2}}}}
- или действием бромида серы на оксид магния

{\displaystyle {\mathsf {2\ MgO+2\ S_{2}Br_{2}\ {\xrightarrow {600^{o}C}}\ 2\ MgBr_{2}+3\ S+SO_{2}}}}
- Действуя бромистоводородной кислотой на оксид магния, его гидроксид или карбонат:

{\displaystyle {\mathsf {MgO+2\ HBr\ {\xrightarrow {\ }}\ MgBr_{2}+H_{2}O}}}
{\displaystyle {\mathsf {Mg(OH)_{2}+2\ HBr\ {\xrightarrow {\ }}\ MgBr_{2}+2\ H_{2}O}}}
{\displaystyle {\mathsf {MgCO_{3}+2\ HBr\ {\xrightarrow {\ }}\ MgBr_{2}+CO_{2}\uparrow +H_{2}O}}}
можно получить кристаллогидраты.

## Физические свойства
Бромид магния образует бесцветные диамагнитные кристаллы гексагональной сингонии, пространственная группа P 3m1, параметры ячейки a = 0,3815 нм, c = 0,6256 нм, Z = 1.
При кристаллизации из водных растворов с температурой ниже 0,83°С образуется MgBr2•10H2O, выше — MgBr2•6H2O. Из неводных растворов выделены разнообразные сольваты, например MgBr2•6NH3, MgBr2•6CH3CH2OH.

## Химические свойства
- Бромид магния реагирует с плавиковой кислотой:

{\displaystyle {\mathsf {MgBr_{2}+2HF\ \xrightarrow {\ } \ MgF_{2}+2HBr\uparrow }}}
- С оксидом магния образует основные бромиды:

{\displaystyle {\mathsf {MgBr_{2}+MgO+(n+1)\ H_{2}O\ {\xrightarrow {}}\ MgBr_{2}\cdot Mg(OH)_{2}\cdot n\ H_{2}O}}}

## Применение
- Бромид магния используется для получения бромидов других металлов.